# Crioterapia
La crioterapia, conosciuta anche come terapia fredda, è un particolare tipo di terapia che fa uso del ghiaccio; il trasferimento tra quest'ultimo e il corpo avviene per mezzo di un meccanismo di conduzione e porta a un abbassamento generale della temperatura corporea. Nonostante la crioterapia sia ampiamente utilizzata, vi sono poche prove sulla effettiva efficacia condotti da studi controllati. I suoi effetti collaterali a lungo termine, attualmente non sono stati studiati.

## Effetti
Gli effetti principali, sull'area trattata, sono una vasocostrizione iniziale a cui segue una successiva vasodilatazione riflessa seguente ai primi 20-30 minuti di applicazione.
La vasocostrizione è determinata dalla stimolazione di fibre simpatiche adrenergiche, che scatenano il rilascio di norepinefrina a livello della muscolatura liscia dei vasi sanguigni, inducendo una vasocostrizione.
La vasodilatazione che segue è dovuta a un meccanismo protettivo messo in atto dal corpo, al fine di evitare un eccessivo riscaldamento dell'organismo.
Effetti principali: azione antiedemigena, innalzamento della soglia del dolore.

## Utilizzo
Viene comunemente utilizzata a livello cutaneo per il trattamento di fibromi, verruche e cheloidi.